# Suc de l'Areilladou
Le suc de l'Areilladou est un suc situé dans le Massif central. Il s'élève à 1 448 mètres d'altitude au sein des monts du Vivarais.

## Géographie

### Situation
Le suc de l'Areilladou se trouve entre les communes de Lachamp-Raphaël et de Mézilhac. Il est situé à moins de 2 km à vol d'oiseau au sud-est du suc de Montivernoux.

### Hydrographie
La Volane, affluent gauche de l'Ardèche, y prend sa source.

### Géologie
La montagne est un neck constitué d'orgues basaltiques en coupe à son sommet et de « tuyaux d’orgues » sur sa face ouest.

### Faune et flore
L'environnement est composé de vieilles forêts de sapinières et de milieux ouverts donnant lieu à des conditions favorables à de nombreuses espèces typiques de l'étage montagnard, dont une variété de plantes vasculaires.  

## Activités

### Sports d'hiver
Ouverte en 1963, la station de l'Areilladou permettait la pratique du ski alpin avec 4 pistes (une noire, bleu, rouge et verte) desservies par deux téléskis. À cause d'un manque de rentabilité, la station ferme définitivement en 2008,. 

### Protection environnementale
Le sommet fait partie de la zone naturelle d'intérêt écologique, faunistique et floristique « Bois de Cuze, suc de l'Areilladou ».